# Petiolus

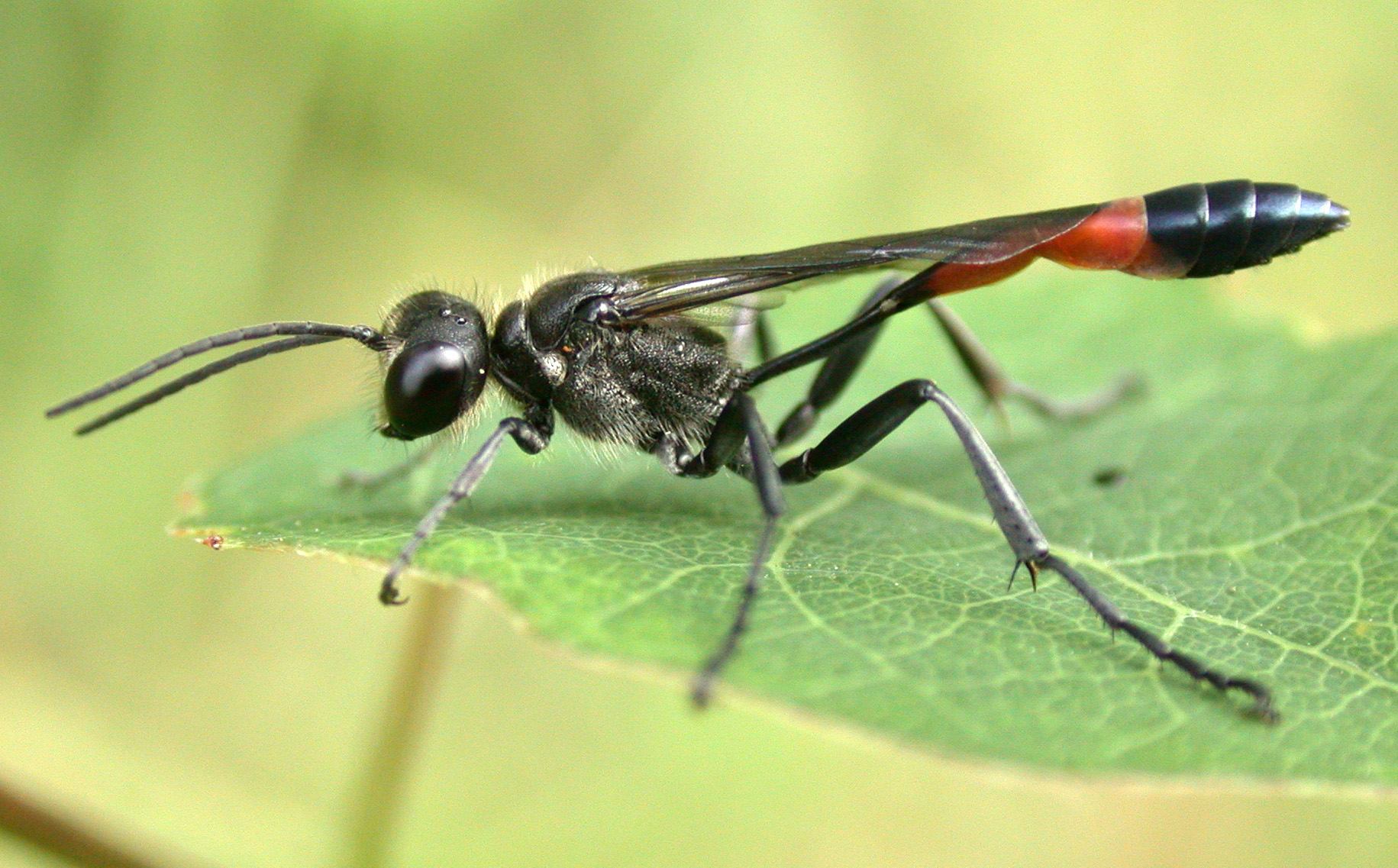
Eine Sandwespe mit sehr langem Petiolus

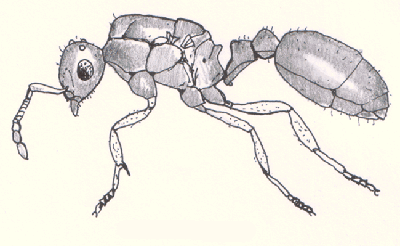
Körperbau einer Knotenameise mit zwei Stielchengliedern: Petiolus und Postpetiolus

Der Ausdruck Petiolus (Stielchenglied, Stielchen oder Hinterleibsstiel) bezeichnet ein stielartig verlängertes oder umgeformtes Segment des Hinterleibs (Abdomen) einiger Insekten Bei den Mottenschildläusen bezieht sich die Bezeichnung auf das erste Abdominalsegment, bei den Taillenwespen („Apocrita“, also den Hautflüglern mit Wespentaille) auf das zweite Segment, während bei diesen Insekten das erste fest mit dem Thorax zum Mesosoma verwachsen ist. 

## Aufbau
Bei Taillenwespen mit nach vorn stielartig verengtem Petiolus (beispielsweise bei einigen Grabwespen) wird der hintere, verbreiterte Teil als Postpetiolus bezeichnet. Im Gegensatz dazu wird bei manchen Ameisen auch das dritte Abdominalsegment als Postpetiolus bezeichnet, falls dieses Bestandteil des Hinterleibsstiels ist (z. B. bei den Knotenameisen). Petiolus, Postpetiolus und die daran anschließende Gaster bilden dann gemeinsam das Metasoma.
Das „Stielchenglied“ als bewegliche Verbindung zwischen Brustabschnitt und Hinterleib ist charakteristisch für alle Ameisen. Es ermöglicht ihnen eine größere Bewegungsfreiheit des Hinterleibs, einerseits nach unten, was das Verspritzen von Wehrsekreten nach vorne ermöglicht, andererseits nach oben, was besonders bei der Abgabe von Duftstoffen bevorzugt wird.